# Rhexothecium globosum
Rhexothecium globosum är en svampart som beskrevs av Samson & Mouch. 1975. Rhexothecium globosum ingår i släktet Rhexothecium och familjen Eremomycetaceae.   Inga underarter finns listade i Catalogue of Life.